# Kanton La Chapelle-sur-Erdre
Der Kanton La Chapelle-sur-Erdre (bretonisch Kanton Chapel-Erzh) ist seit 1790 ein französischer Wahlkreis in den Arrondissements Châteaubriant-Ancenis und Nantes, im Département Loire-Atlantique und in der Region Pays de la Loire; sein Hauptort ist La Chapelle-sur-Erdre.

## Geschichte
Der Kanton entstand 1790. Von 1790 bis 2015 gehörten vier Gemeinden zum Kanton La Chapelle-sur-Erdre. Mit der Neuordnung der Kantone in Frankreich stieg die Zahl der Gemeinden 2015 auf 6. Zu den vier bisherigen Gemeinden kamen Fay-de-Bretagne vom Kanton Blain und Vigneux-de-Bretagne vom Kanton Saint-Étienne-de-Montluc hinzu.

## Lage
Der Kanton liegt im Zentrum des Départements Loire-Atlantique.

## Gemeinden
Der Kanton besteht aus sechs Gemeinden mit insgesamt 55.749 Einwohnern (Stand: 1. Januar 2022) auf einer Gesamtfläche von 257,16 km²:
| Gemeinde                     | Gallo               | Bretonisch             | Einwohner (2022) | Fläche (km²) | Code postal | Code Insee | Arrondissement        |
| ---------------------------- | ------------------- | ---------------------- | ---------------- | ------------ | ----------- | ---------- | --------------------- |
| Fay-de-Bretagne              | Faè                 | Faouell                | 3.852            | 64,81        | 44130       | 44056      | Nantes                |
| Grandchamps-des-Fontaines    | Graunchaun          | Gregamp-ar-Feunteunioù | 6910             | 33,87        | 44119       | 44066      | Nantes                |
| La Chapelle-sur-Erdre        | La Chapèll-sur-Èrdr | Chapel-Erzh            | 20.483           | 33,42        | 44240       | 44035      | Châteaubriant-Ancenis |
| Sucé-sur-Erdre               | Suczaé              | Sulieg                 | 7457             | 41,33        | 44240       | 44201      | Nantes                |
| Treillières                  | Trelièrr            | Trelier                | 10.414           | 29,05        | 44119       | 44209      | Nantes                |
| Vigneux-de-Bretagne          | Vinyoec             | Gwinieg-Breizh         | 6633             | 54,68        | 44360       | 44217      | Nantes                |
| Kanton La Chapelle-sur-Erdre | La Chapèll-sur-Èrdr | Chapel-Erzh            | 55.749           | 257,16       | -           | 4405       | -                     |

Der alte Kanton La Chapelle-sur-Erdre umfasste vier Gemeinden auf einer Fläche von 137,67 km². Diese waren: Grandchamps-des-Fontaines, La Chapelle-sur-Erdre (Hauptort), Sucé-sur-Erdre und Treillières. Er besaß vor 2015 einen anderen INSEE-Code als heute, nämlich 4407.

## Bevölkerungsentwicklung
| 1962  | 1968  | 1975   | 1982   | 1990   | 1999   | 2006   | 2013   |
| ----- | ----- | ------ | ------ | ------ | ------ | ------ | ------ |
| 7.172 | 7.582 | 12.178 | 22.173 | 26.611 | 31.757 | 34.254 | 38.663 |

## Politik
Im 1. Wahlgang am 22. März 2015 erreichte keines der sieben Wahlpaare die absolute Mehrheit. Bei der Stichwahl am 29. März 2015 gewann das Gespann Erwan Bouvais/Elisa Drion (beide Union de la Droite) gegen Christine Chevalier/Claude Lefort (beide DVG) mit einem Stimmenanteil von 53,22 % (Wahlbeteiligung:51,34 %).
Seit 1945 hatte der Kanton folgende Abgeordnete im Rat des Départements:
| Vertreter im conseil général des Départements | Vertreter im conseil général des Départements | Vertreter im conseil général des Départements |
| Amtszeit                                      | Name                                          | Partei                                        |
| --------------------------------------------- | --------------------------------------------- | --------------------------------------------- |
| 1945–1967                                     | Olivier de Sesmaisons                         | RPF, dann DVD                                 |
| 1967–2001                                     | Donatien de Sesmaisons                        | Républicains indépendants, dann UDF           |
| 2001–2015                                     | Hervé Bocher                                  | PS                                            |
| 2015–                                         | Erwan Bouvais Elisa Drion                     | Union de la Droite                            |